# Furkan Ulaş Memiş
Furkan Ulaş Memiş (* 22. April 1991 in Trabzon) ist ein ehemaliger türkischer Amateurboxer und Olympiateilnehmer von 2008.
Seine größten Erfolge waren der dritte Platz im Halbfliegengewicht bei den Kadetten-Weltmeisterschaften 2006 in Istanbul, der erste Platz im Fliegengewicht bei der europäischen Olympiaqualifikation 2008 in Athen (Siege gegen Ronny Beblik, Bato-Munko Wankejew und Jérôme Thomas) und der dritte Platz im Bantamgewicht bei den Europameisterschaften 2011 in Ankara; dabei besiegte er den Waliser Commonwealth-Champion Sean McGoldrick 17:10 und den Finnen Matti Koota 21:14, Bronzemedaillengewinner der Jugend-WM 2008. Im Halbfinale siegte er gegen den Europameister, Vizeweltmeister und späteren Olympiasieger Luke Campbell aus England 12:9, ehe er im Halbfinale gegen den Russen Dmitri Poljanski 8:18 unterlag.
Bei den Olympischen Sommerspielen 2008 in Peking verlor er jedoch noch im ersten Kampf gegen Jitender Kumar aus Indien. Weiters war er unter anderem Teilnehmer der Kadetten-Europameisterschaften 2007 in Ungarn, der Kadetten-Weltmeisterschaften 2007 in Aserbaidschan, der Jugend-Weltmeisterschaften 2008 in Mexiko, der Jugend-Europameisterschaften 2009 in Polen, sowie der Weltmeisterschaften 2011 in Baku und der Europameisterschaften 2013 in Minsk.